# 筲箕灣福德廟
筲箕灣福德廟是一座位於香港筲箕灣愛秩序村4227號地段的廟宇群。廟宇群內分別建有福德廟、觀音廟、關帝廟、洪聖古廟、張飛廟和劉備廟，同時是全香港唯一同時供奉劉備、關羽及張飛三人的地方。

## 歷史
早於1887年，有居民在颱風過後於海邊拾得一尊福德公像，其後將該神像置於淺水碼頭村村口的一間細小棚屋內，被當地居民稱為南安坊福德祠。1937年，殖民政府打算發展南安坊一帶，福德祠便從筲箕灣道街尾附近遷至柴灣道。1959年，政府指廟宇因丟空多時而失去原有的宗教功能，對廟宇所在的地段行使「放棄租住權契據（租約）/土地歸還契約（土地）」，將該地段還原為官地。1965年，政府打算清拆福德廟並將福德公遷往筲箕灣東大街的福德祠（今筲箕灣城隍廟），但遭南安坊坊眾反對。1968年，南安坊坊眾會去信筲箕灣街坊福利會，代為向政府申請撥地重建福德祠，而政府亦撥出愛秩序村山坡予坊眾建廟。最終福德廟於1970年1月落成開光，並於同年11月向華人廟宇委員會註冊。
1971年，南安坊坊眾會在福德廟旁的山洞供奉觀音，並起名「觀音岩」。1976年，筲箕灣街坊福利會將觀音岩擴建成廟，同時在毗鄰增建關帝廟。另外，在政府清拆愛秩序村後，南安坊坊眾會在福德廟旁重建洪聖古廟，並於1980年落成。
1981年觀音誕，居民鄭興陪同患病的弟弟鄭寶義前往山坡上的觀音廟參拜，弟弟突然被神靈附體，他自喟是擁有「不同姓氏、不同性格、不同面孔」的三兄弟之一，並指只要他們設壇供奉，他便能讓鄭興的弟弟康復。後來鄭興推斷是張飛降臨，漁民出身的他便把賴以為生的船隻賣掉，得款14萬元，最後在1982年於福德廟範圍興建了全香港唯一的張飛廟。此外，廟宇地上設有紀念碑描寫張飛與鄭寶義的故事。
其後，有居民認為既然有關帝廟和張飛廟，倒不如再興建劉備廟，於是鄭興發動籌款，最終劉備廟於1993年建成。
古物古蹟辦事處曾將這六間廟宇納入歷史建築物評級名單，但最終於2010年2月被古物諮詢委員會確定不予評級。

## 祭祀
六間廟宇各有不同賀誕日子，包括農曆二月初二的福德誕、二月十三日的洪聖誕、二月十九日的觀音誕、六月廿四日的關帝誕、八月初八的劉備誕，以及十二月十九日的張飛誕。
在張飛誕，醒獅隊會於筲箕灣譚公廟起步，經筲箕灣東大街及其他街道前往廟宇，抵達後逐一向各廟宇參拜，並在道堂經師帶領下在張飛廟前參拜誦經。而張飛誕更於2013年被納入香港首份非物質文化遺產清單。
另外，鄭興表示祭祀張飛有獨特的祭祀次序。由於福德廟為最先坐落在該地的廟宇，因此要先向福德廟上香，其次祭祀劉備及關羽，最後才祭祀張飛。

## 傳聞
在鄭興的弟弟鄭寶義被張飛治好後，當區居民都慕名而前來排隊看病。有一次，張飛附上鄭寶義之身，寫下藥方，結果不出40日，該名居民病瘉。
2012年11月，網上流傳一則於福德廟後山誤撞山妖的傳聞。內容大致是當事人為求身體健康，誤以為一些較少人參拜的廟宇特別靈驗，於是便前往山上的一些供奉諸神的廟宇參拜，並在途中向路邊的破爛神像上香，繼而發生怪事。在當事人前往廟宇酬謝神恩的途中取道偏僻岔路，結果走了大約四十多分鐘仍然看不見廟宇，最後被洪聖爺拯救。

## 外部連結
- 筲箕灣福德廟 - 華人廟宇委員會 （页面存档备份，存于）